# Zulma Bouffar
Zulma Madeleine Boufflar (Nérac, 24 de mayo de 1841-París, 20 de enero de 1909), conocida como Zulma Bouffar, fue una actriz y soprano francesa, asociada con la opéra-bouffe de París en la segunda mitad del siglo XIX que disfrutó de una exitosa carrera en Europa.

## Biografía
Zulma Bouffar nació en Nérac el 24 de mayo de 1841. A la edad de seis años, apareció en La fille bien gardée en Marsella y siguió con actuaciones exitosas en Lyon. Luego, su padre realizó una gira con ella por Europa occidental y Escandinavia. Tras la muerte de su padre en 1854 siguió viajando, incorporando a su repertorio algunas de las canciones contemporáneas de Jacques Offenbach, que la escuchó cantar en Hamburgo en 1864. El mismo año Bouffar apareció en Bad Ems en Lischen et Fritzchen de Offenbach y repitió su éxito en París.
A partir de ese momento, durante unos doce años, Bouffar fue probablemente la amante de Offenbach, su relación extramatrimonial más larga. Creó a Nani en Les géorgiennes, Éros, L'Intendant y Jeannet en Les bergers, Gabrielle en La vida parisina, Drogan en Genoveva de Brabante, Toto en Le château à Toto, Fragoletto en Les brigands, Robin Luron en Le Roi Carotte, Ginetta en Les braconniers, Moschetta en Il signor Fagotto y Prince Caprice en Le voyage dans la lune: una variedad de roles masculinos y femeninos.
En 1873, la prensa parisina informó que Bouffar había sido considerada para el papel principal de la nueva ópera de Bizet, Carmen. Aunque el compositor refutó la historia, la cantante sí asistió al estreno de la pieza en 1875.
De 1891 a 1893, Bouffar se convirtió en directora del Teatro del Ambigu-Comique. En la última parte de su carrera teatral, apareció en operetas de Alexandre Charles Lecocq y Johann Strauss (hijo) y cantó por toda Europa. Anunció su retiro de los escenarios en 1902. Falleció en París el 20 de enero de 1909.